# Bettina Heltberg
Eva Bettina Heltberg, född 28 september 1942 i Frederiksberg i Köpenhamn, död 3 februari 2025, var en dansk författare, journalist och redaktör. Heltberg var gift med Svend Auken 1966–1993.
Bettina Heltberg var dotter till lektorn Niels Johannes Heltberg och författaren Grethe Heltberg. Som tolvåring medverkade Bettina Heltberg på Danmarks Radios hörspel för barn och vintern 1958–1959 var Heltberg speaker på TV:s ungdomsprogram. Heltberg tog studentexamen från språklinjen på Metropolitanskolen 1960 och sedan examen från Privatteatrenes elevskola 1963. Under studierna hade Heltberg en mindre roll i filmen Det støver stadig (1962). Hon ville dock inte fortsätta som skådespelare. Hon debuterade som författare 1964 med ungdomsromanen Apéritif, som fick goda recensioner. Hon flyttade samma år till Århus för att studera statsvetenskap på universitetet och engagerade sig i Studenterforeningen och Socialdemokratiet. Hon blev vald till föreningens ordförande, och besegrade Bernhard Baunsgaard från Det Radikale Venstre. Heltberg gifte sig med studiekamraten Svend Auken 1966 och fick på kort tid tre barn. Genom hemhjälp kunde Heltberg fortsätta studierna och tog examen 1972.
Heltberg arbetade som sekreterare på danska kulturdepartementet (1972–1974) och som redaktör på den socialdemokratiska tidskriften Ny Politik (1975–1977). Dessutom var hon TV-recensent (1968–1972) och litteraturredaktör (1974 och 1979–1986) på Politiken. Hon gav ut fackboken Kvindesag 1976, där kvinnorättsrörelsens historia skildrades. Heltberg gick in i jämställdshetsdebatten och argumenterade bl.a. för sex timmars arbetsdag och att småbarnsföräldrar skulle erbjudas deltid. Sedan 1987 var hon kultur- och ledarskribent på Politiken. I boken Hvor der handles (1996) skildrar hon den uppgörelse om partiledarposten i Socialdemokratiet som utkämpades mellan Auken och Poul Nyrup Rasmussen. För denna tilldelades hon Weekendavisens litteraturpris samma år. Hon utgav även fackboken Resten er tavshed (1999) och romanerna Deadline (2002) och George (2006).